# Jonathan Hellberg
Jonathan Hellberg, mer känd som bara Hellberg, är en svensk DJ, remixare och musikproducent. 
Redan när han var 13 år började han hålla på med musik, han har släppt flera låtar på skivbolaget Monstercat. I dagsläget har Hellberg ett skivkontrakt med Columbia Records under Sony music. 

## Diskografi
- 2015 - This is me EP
- 2015 - Ashes (Burn your love)
- 2014 - I'm not over
- 2014 - Hands of Time
- 2014 - Saviors
- 2014 - This is Forever
- 2013 - Collide
- 2013 - Guide Me Home
- 2013 - Get Up
- 2012 - Follow My Heart
- 2012 - Because We Are
- 2012 - Dimensions
- 2011 - Stereo
- 2011 - Stockholm